# Gnophos armenia
Gnophos armenia là một loài bướm đêm trong họ Geometridae.